# シリアナ県
シリアナ県（シリアナしゅう、アラビア語：ولاية سليانة、英語：Siliana Governorate） は、チュニジアの県である。チュニジアの北に位置する。人口は234,000人（2004年）、面積は4,631km2。県都はシリアナである。